# Anterhynchium flavopunctatum
Anterhynchium flavopunctatum är en stekelart som först beskrevs av Smith 1852.  Anterhynchium flavopunctatum ingår i släktet Anterhynchium och familjen Eumenidae. Utöver nominatformen finns också underarten A. f. opulentum.